# Héctor Mario Sídoli
Héctor Mario Sídoli (21 de febrero de 1923 – 30 de diciembre de 2006) fue un dibujante y guionista argentino reconocido principalmente por ser socio fundador y director de la desaparecida  
revista Lúpin.

## Biografía
Sus pasiones desde una temprana edad fueron el cine, la fotografía, la electrónica y la astronomía.
A los ocho años envió un dibujo a la Revista Bolita y se lo publicaron. Por una de esas casualidades que tiene el destino, Guillermo Guerrero (su futuro socio en ediciones GDS) había enviado otro que también fue publicado.
A los nueve años realizó sus primeras películas de cine en 35 mm... en realidad limpiaba unos metros de película de cine y cuadro a cuadro dibujaba las secuencias que luego proyectaba con un primitivo proyector a manivela sobre un repasador (limpio y blanco) en la cocina de su casa, invitando a las nenas y nenes del barrio a ver su dibujitos animados.
Trabajó algunos años en fábrica Phillips (de allí su pasión por la electrónica). 
Como dibujante se inició en la Editorial Siluetas. 
Publicó en el Gato Rulito para El Tony de Editorial Columba.
Luego se fue a trabajar con Guillermo Divito en la Revista Chicas y en Rico Tipo. 
Allí publicó la historieta Volantín. 
Sus dibujos se publican en muchas revistas de Argentina y Latinoamérica. 
También en Francia Italia y Alemania.
En aquellos tiempos las historietas eran las que luego siguen apareciendo, Saltapones, 
Manija el Camarógrafo, Resorte el ayudante del Profe, Bicho y Gordi que es la preferida de los chicos. 

Dol (uno de sus habituales seudónimos) y Guerrero deciden editar una revista propia y Divito se une a ellos formando una sociedad por muchos años. Fundaron así Ediciones GDS, utilizando las iniciales de los apellidos de cada uno de los socios (Guerrero, Divito, Sídoli). Guerrero y Sídoli publicarían juntos durante más de cuarenta años la Revista Lúpin.
Los dibujos de la revista los distribuye por el mundo la United Press International desde Nueva York.

El sábado 30 de diciembre de 2006 falleció a la edad de 83 años.

## Personajes
Colaboró asimismo con humor en diversas publicaciones:
- “Sucedió con la Farra”
- “Dinamita”
- “Pobre Diablo” –donde hacía la historieta Los Fulanez-
- “Tipete”
- “Loco Lindo”
- “Buen Humor”
- “Ricuritas”
- “La Revista Dislocada” en la que tenía a su cargo los dibujos de Hipócrito, en tanto hacía Alejo y Alejandro para “Cocodrilo”
- “Canal TV”
- “Nicolita y su pandilla”, en la que dio a conocer a Cara de Tomate y Flaco Flaco
- “La barra de Pascualín” –donde tenía la historieta Avioneto-
- “Vida Flor” y “Piantadino”, en la que dio a conocer Jopo el reportero.

Entretanto ya se hallaba abocado a la revista Lúpin, donde daría a conocer personajes tales como Bubi; Bicho y Gordi; Astrus, el hombre de otra galaxia; y Manija, el camarógrafo –publicado anteriormente en revistas chilenas-.
Para “Rico Tipo” creó Volantín, el tuerca fanático, teniendo además algunos guiones a su cargo, entre ellos el de Cacho y Rolo.
También publicó sus personajes en los diarios “El Atlántico” y “Nuevo Día”, y en diarios y revistas de Italia, Francia, Alemania, Chile y Brasil.

## Frases
"Este mismo lugar, pero limpio, era el despacho privado de Divito, desde el que dirigía la revista Rico Tipo. Este escritorio era de él. Si revive, me revienta"

"Sólo el que estudia y trabaja, triunfa" - Frase recurrente, que con variantes menores, aparece en muchas de sus historietas.